# Piper pubinervulum
Piper pubinervulum är en pepparväxtart som beskrevs av C. Dc.. Piper pubinervulum ingår i släktet Piper och familjen pepparväxter. Inga underarter finns listade i Catalogue of Life.